# مجدی تومی
مجدی تومی (انگلیسی: Majdi Toumi؛ زادهٔ ۲۹ اوت ۱۹۷۵) بازیکن والیبال اهل تونس بود.